# Тасты (Костанайская область)
Тасты (каз. Тасты) — село в Амангельдинском районе Костанайской области Казахстана. Административный центр и единственный населённый пункт Тастинского сельского округа. Находится примерно в 64 км к северо-востоку от села Амангельды. Код КАТО — 393475100.

## Население
В 1999 году население села составляло 756 человек (376 мужчин и 380 женщин). По данным переписи 2009 года, в селе проживало 508 человек (262 мужчины и 246 женщин).